# Жураве
Жураве (пол. Żórawie) — село в Польщі, у гміні Ґрифіно Грифінського повіту Західнопоморського воєводства.
Населення — 201 особа (2011).
У 1975-1998 роках село належало до Щецинського воєводства.

## Демографія
Демографічна структура станом на 31 березня 2011 року:
|          | Загалом | Допрацездатний вік | Працездатний вік | Постпрацездатний вік |
| -------- | ------- | ------------------ | ---------------- | -------------------- |
| Чоловіки | 106     | 19                 | 78               | 9                    |
| Жінки    | 95      | 26                 | 54               | 15                   |
| Разом    | 201     | 45                 | 132              | 24                   |